# 二亚甲基三脲
二亞甲基三脲（DMTU）是一種有机化合物，分子式為(H2NC(O)NHCH2NH)2CO。它是一種白色水溶性固體。這個化合物由甲醛和尿素缩合而成。它的支鏈和直鏈異構體都存在。

## 應用
二亞甲基三脲是生產尿素甲醛樹脂中的中间体。 
加入亚甲基双脲後，二亞甲基三脲是一些缓释肥料的成分。 